# Die Austreibung
Die Austreibung. Die Macht der zweiten Frau ist ein deutsches Filmdrama von 1923 nach dem gleichnamigen Theaterstück von Carl Hauptmann von 1905.

## Handlung
Im Riesengebirge hoch oben wohnt und arbeitet die Familie Steyer, Großvater und Großmutter Steyer, deren Sohn, dessen zweite Frau Ludmilla und die Enkelin Aenne aus Steyers erster Ehe. Sie führen ein bescheidenes Leben. Ludmilla jedoch hat den Sohn lediglich des Geldes wegen geheiratet, eigentlich ist sie dem Jäger Lauer zugetan, mit dem sie eine Affäre, auch nach ihrer Hochzeit mit Steyer, hat. Als Steyer dies erfährt und Lauer vor der Hütte auftaucht, stellt Steyer seine Frau zur Rede. Sie bestreitet alles und behauptet, Lauer käme zu Aenne, Steyers Tochter aus erster Ehe. Am Abend gehen Ludmilla und Steyer tanzen. Sie will damit beweisen, wie sehr sie ihren Mann liebt. Als Steyer betrunken ist, versucht er Lauer und Aenne zu verloben und verkauft seine Hütte. Als er seine Fehler bemerkt, ist es zu spät: das Haus ist verkauft, Ludmilla ist mit Lauer verschwunden und als er in die Hütte zurückkehrt, ziehen seine Eltern gerade aus. In einer Nacht hat Steyer alles verloren.

## Hintergrund
Produziert wurde der Film von der Decla-Bioscop AG. Die Dreharbeiten fanden im Februar 1923 im Riesengebirge (auf der Schlingel- und Hampel-Baude) statt. Der Aufnahmeleiter war Eduard Kubat, die Bauten erschufen Erich Czerwonski und Rochus Gliese. Der Film hatte eine Länge von 1557 Metern. Die deutsche Erstaufführung war am 23. September 1923 im Berliner Ufa-Theater am Kurfürstendamm. Der Film gilt als verschollen.

## Anmerkung
1. ↑  Der Autor der literarischen Vorlage ist Carl Hauptmann, nicht Gerhart Hauptmann, wie die Murnau-Stiftung fälschlicherweise auf ihrer Website schreibt.